# Jerry Boutsiele
Jerry Boutsiele, né le 16 décembre 1992 à Courcouronnes dans l'Essonne, est un joueur professionnel français de basket-ball évoluant au poste de pivot.

## Biographie
Formé à la JSF Nanterre, Boutsiele fait ses débuts avec l'équipe première en Pro A durant la saison 2012-2013. En octobre 2013, il est prêté à SPO Rouen Basket. Après deux saisons à Denain, il retrouve la Pro A à Cholet où il reste pendant deux saisons avant d'annoncer son départ pour un autre club de Pro A, le CSP Limoges pour la saison 2018-2019.
Le 27 novembre 2020, il honore sa première sélection en équipe de France lors des qualifications de l'Eurobasket 2022 face à la Grande-Bretagne.
Le 27 mars 2021, Jerry Boutsiele établit un nouveau record de rebonds avec 19, dont 9 offensifs, face au secteur intérieur décimé du Boulazac Basket Dordogne. Limoges gagne (72-63).
En juillet 2021, Jerry Boutsiele signe un contrat d'un an à l'AS Monaco et participe à l'Euroligue.
À l'été 2022, Boutsiele s'engage avec le club turc de Bahçeşehir Koleji. Là-bas, il atteint la finale de FIBA Europe Cup en 2024, avec son compatriote Axel Bouteille. En finales, ils s'inclinent d'un petit point, 180-179 sur l'ensemble des deux rencontres, face aux Allemands du Niners Chemnitz.
En juin 2024, le pivot s'engage au Pınar Karşıyaka, où son aventure est de courte durée. En raisons des problèmes financiers du club, l'international tricolore plie ses bagages et s'envole pour Dubaï, où il signe un contrat jusqu'à la fin de la saison.